# Entomopteryx amputata
Entomopteryx amputata là một loài bướm đêm trong họ Geometridae.